# Patience Cowie
Patience Anne Cowie (27 janvier 1964 - 7 avril 2020[réf. nécessaire]) est une chercheuse et professeure de dynamique du système terrestre à l'Université de Bergen. Ses travaux portent principalement sur la propagation des failles et les bassins de rift. 
Elle reçoit la médaille Coke de la Geological Society of London en 2016.

## Formation
Cowie nait au Royaume-Uni. Elle étudie la géologie à l'Université de Durham et obtient son diplôme en 1985,. 
Les voyages sur le terrain durant son premier cycle sont des éléments déterminants qui l'encouragent à persévérer dans le domaine de la recherche géologique.
Cowie rejoint le Lamont-Doherty Earth Observatory de l'Université Columbia pour ses études supérieures et obtient une maîtrise en 1989. Elle y poursuit un doctorat sous la direction de Christopher Scholz en 1992.  
Elle rejoint ensuite l'Université Nice-Sophia-Antipolis en tant que chercheuse postdoctorale en 1992, où elle passe un an avant de rejoindre l'Université d'Édimbourg.

## Carrière
Cowie travaille à l'Université d'Édimbourg en 1993, initialement soutenue par une bourse de recherche du Natural Environment Research Council. Elle est récompensée d'une bourse de recherche universitaire de la Royal Society en 1994. 
Ses recherches portent sur les réponses des processus de surface aux failles actives. Celles-ci incluent l'étude des lois physiques responsables de l'érosion des rivières, la façon dont les sédiments sont dispersés dans les bassins de rift ainsi que le développement de modèles d'essai sur le terrain en utilisant des approches source-puits. Elle utilise une gamme d'approches de recherche, y compris des données recueillies lors de visites de terrain, des modèles théoriques et mathématiques. Cela comprend l'utilisation du lidar et d'un radar à pénétration de sol pour surveiller le glissement sismique. 
En 2003, Cowie est nommée chercheuse adjointe à l'Institut océanographique de Woods Hole. Elle est promue professeure de géodynamique à l'Université d'Édimbourg en 2008. En 2011, Cowie rejoint l'Université de Bergen en tant que professeure de géodynamique. 
Elle y codirige le projet Statoil-Norwegian Multi-Rift. Son travail porte particulièrement sur l'étude de manière approfondie les failles géologiques, notamment leurs modes de propagation, leurs variations dans l'espace et dans le temps dues à leurs interactions, leurs vitesses de glissement ainsi que le développement de zones d'endommagement dans les grès à haute porosité. 
Ses récents travaux mettent en lumière la géomorphologie des Apennins en Italie et en Grèce continentale. Parallèlement à ses recherches sur les failles géologiques, elle étudie l'affaissement dans les bassins de rift, les taux d'érosion et la manière dont les sédiments y sont acheminés. 
Elle étudie l'évaluation du rifting du Jurassique supérieur en mer du Nord et codirige MultiRift, un programme du Conseil norvégien de la recherche qui utilise la modélisation des processus de surface. 
Cowie enquête par ailleurs sur les origines des tremblements de terre et a été la première à identifier que les zones de failles se déforment de la même manière que les expériences en laboratoire,.

La Société géologique de Londres reconnait les contributions que Cowie a apportées à la géologie en 2016 et lui décerne la médaille Coke, mentionnant dans son hommage : 
 La carrière de recherche de Patience Cowie a été exceptionnelle depuis le début: son travail de doctorat, mené avec Chris Scholz à l'observatoire de la Terre Lamont-Doherty, a produit de nouvelles connaissances sur la façon dont les failles se développent et interagissent, et explique les mécanismes physiques derrière leurs liaisons et la raison pour laquelle la mise à l'échelle de la longueur de leurs déplacements se produit dans les systèmes naturels... 

Les recherches de Patience se caractérisent par une profonde clarté de pensée et représentent une combinaison judicieuse de modélisation numérique, d'analyse sismique et d'observations de terrain... Patience Cowie, vous êtes une géo-scientifique inspirante et prévoyante, qui a révolutionné notre compréhension de la croissance et de l'interaction des défauts.
Elle a été rédactrice en chef de la revue Geology de la Société américaine de géologie.

## Publications
- Cowie et Berkowitz, « Scaling of fracture systems in geological media », Reviews of Geophysics, vol. 39, no 3,‎ 2001, p. 347–383 (DOI 10.1029/1999RG000074, Bibcode 2001RvGeo..39..347B, lire en ligne)
- Cowie et Scholz, « Physical explanation for the displacement-length relationship of faults using a post-yield fracture mechanics model », Journal of Structural Geology, vol. 14, no 10,‎ 1er novembre 1992, p. 1133–1148 (DOI 10.1016/0191-8141(92)90065-5, Bibcode 1992JSG....14.1133C)
- Cowie et Scholz, « Displacement-length scaling relationship for faults: data synthesis and discussion », Journal of Structural Geology, vol. 14, no 10,‎ 1er novembre 1992, p. 1149–1156 (DOI 10.1016/0191-8141(92)90066-6, Bibcode 1992JSG....14.1149C)